# Nomada attrita
Nomada attrita är en biart som beskrevs av Cockerell 1919. Nomada attrita ingår i släktet gökbin, och familjen långtungebin. Inga underarter finns listade i Catalogue of Life.